# 栗東市
栗東市（りっとうし）は、滋賀県の南部に位置する市。
近畿と中京の間の主要な交通が通り、特に名神高速道路栗東インターチェンジの開通を機に企業の誘致と宅地開発が急速に進んだ。また、琵琶湖線（東海道本線）栗東駅の開業に合わせて都市開発が進められ、2001年（平成13年）10月1日に市制施行した。
日本中央競馬会 (JRA) の栗東トレーニングセンターが立地することで全国的にその名を知られる。

## 地理
- 野洲川
- 安養寺山
- 金勝山

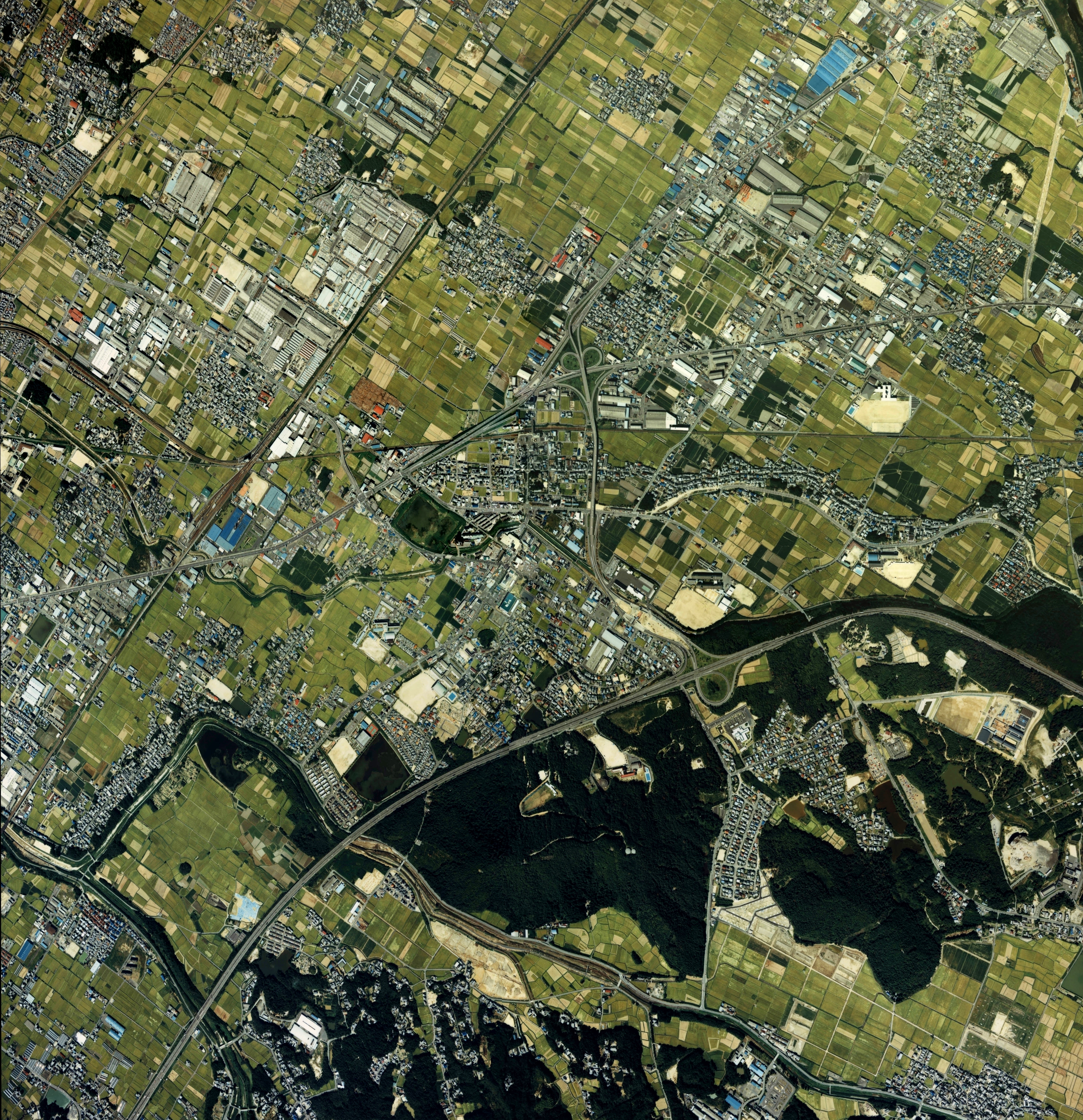
栗東市中心部周辺の空中写真。1987年撮影の6枚を合成作成。。

面積の半分近くを山が占めるが、新名神高速道路の金勝山トンネルが供用開始されるまで、市内にはトンネル（アンダーパスを除く）が1つも存在しなかった。

## 歴史

### 昭和の大合併
1953年（昭和28年）に施行された町村合併促進法を受けて滋賀県は栗太郡治田村・葉山村・金勝村・大宝村の合併案を示し、4ヶ村で合併協議が行われた。4ヶ村では1948年に財政的な理由から組合立栗東中学校を設立していたこともあり、比較的困難なく事が進んだという。ただし治田村では、中山道沿いに草津町大字大路井と市街が連続していたほか開業時より草津駅が設置されていた大字渋川とそれに接する大字中沢が草津町との合併を望んだため、これら2つの大字について「時期を見て草津市に合併する」という条件付きで合併に賛成している。町名については、栗太郡の東部を意味し、既に中学校名として用いている「栗東」とした。1954年10月1日に4ヶ村が合併し、栗東町となった。
1954年10月に栗東町および草津市が発足してからも渋川・中沢では草津市への合併を求める動きが続いた。一方で栗東町はこれに反対し、しばらく平行線を辿った。渋川の住民は署名活動や滋賀県庁への陳情を行う一方、栗東町は渋川に相談所を設けて説得をするなどした。問題が長期化する中で1956年3月に自由民主党滋賀県支部連合会が調停に乗り出し、7月になってようやく両市町間で編入に関する協定が締結された。1956年9月1日ついに大字渋川は草津市に編入された。

### 行政区画の変遷
- 1954年（昭和29年）10月1日 - 栗太郡治田村・葉山村・金勝村・大宝村が合併して栗東町が発足。
- 1956年（昭和31年）9月1日 - 大字渋川が草津市に編入。
- 2001年（平成13年）10月1日 - 栗太郡栗東町が市制施行して栗東市となる。なお、これにより栗太郡が消滅。

## 人口
2020（令和2）年国勢調査によると人口は68820人、人口密度は1306.1人/km2。男性は34110人、女性は34710人であり、人口性比は女性100人に対し男性約98人。2015（平成27）年の前回調査からの人口増減率は3.10％増であり、県下19市町中3位。年少人口比率は17.0%、高齢化率は約19.1%。
合計特殊出生率（平成25〜29年の５年間平均）は2.02で、滋賀県の市町村中では最も高い。
| |                                        |  |
| 栗東市と全国の年齢別人口分布（2005年） | 栗東市の年齢・男女別人口分布（2005年） |  |
| ■紫色 ― 栗東市 ■緑色 ― 日本全国 | ■青色 ― 男性 ■赤色 ― 女性              |  |
| 栗東市（に相当する地域）の人口の推移 \| 1970年（昭和45年） \| 23,031人 \| \| \| 1975年（昭和50年） \| 32,496人 \| \| \| 1980年（昭和55年） \| 37,033人 \| \| \| 1985年（昭和60年） \| 41,827人 \| \| \| 1990年（平成2年） \| 45,049人 \| \| \| 1995年（平成7年） \| 48,759人 \| \| \| 2000年（平成12年） \| 54,856人 \| \| \| 2005年（平成17年） \| 59,869人 \| \| \| 2010年（平成22年） \| 63,655人 \| \| \| 2015年（平成27年） \| 66,749人 \| \| \| 2020年（令和2年） \| 68,820人 \| \| |                                        |  |
| 総務省統計局 国勢調査より |                                        |  |
| 1970年（昭和45年） | 23,031人                               |  |
| 1975年（昭和50年） | 32,496人                               |  |
| 1980年（昭和55年） | 37,033人                               |  |
| 1985年（昭和60年） | 41,827人                               |  |
| 1990年（平成2年） | 45,049人                               |  |
| 1995年（平成7年） | 48,759人                               |  |
| 2000年（平成12年） | 54,856人                               |  |
| 2005年（平成17年） | 59,869人                               |  |
| 2010年（平成22年） | 63,655人                               |  |
| 2015年（平成27年） | 66,749人                               |  |
| 2020年（令和2年） | 68,820人                               |  |

## 行政
栗東市は元々は水田の多い場所だったが、トレーニングセンターの開設や、栗東インター開業による企業進出によって人口・税収ともに急増した。さらに、たばこ小売業者を低利子で誘致した結果、多額のたばこ税収入があり（一時は税収の25%をたばこ税が占めた）、財政的に見て非常に豊かだった。このため市は人口増加を見込み、栗東芸術文化会館さきら、環境センターといった大型公共施設を建設し、公園や児童館を多く造るなど子育て環境を整えた。
しかし法令の改正などによって2005年ごろからたばこ税収入が大幅に減少、また2008年に発生した世界同時不況によって法人市民税や個人市民税が減少し、2010年には28年ぶりに地方交付税が交付された。さらに新幹線の新駅が中止になって土地開発公社の経営が困難になり、広大な土地が塩漬けになった。また、追い討ちをかけるように、たばこ小売業者への貸付金返済が滞る等、これらの要因によって、2011年度決算で公債費比率が19.9%、将来負担比率が281.8%（ただし実質赤字比率、連結実質赤字比率は共に無し）、市債残高が約591億円と非常に厳しい財政運営を強いられている。
極めて厚い企業優遇
市は積極的な企業誘致を進めるため、市内に工場や倉庫を新設、移転、増設した企業に対し、固定資産税の2分の1相当額の奨励金を、企業に最大で10年間交付するという条例を設けており、全国最高レベルの企業優遇を行なっている。
2008年に発生した不況によって、市の雇用状況が大きく悪化した。県工業統計によると、2008年から2010年の2年間で、市内工業の従業員数が1283人（14.4%）減、製造品出荷額が1005.5億円（28.0%）減、付加価値額が397億円（31.9%）減と大幅に減少した。特に2010年は、大多数の自治体で工業が回復している中で、栗東市の工業は縮小が目立った。
これに伴って、2007年から2010年の3年間で市の税収が22億円減少し、また人口の社会増加率も2009年が−0.53%、2010年が-0.98%（滋賀県統計）と大幅なマイナスになった。
このような厳しい社会情勢をうけ、2010年11月に就任した野村昌弘市長は、企業優遇で活力を生み出す政策を展開した。財政難を理由に「新・集中改革プラン」で市民サービスを削減する一方で、進出企業には多額の奨励金を交付し、またトップセールスとして企業訪問を続けている。これらの企業優遇政策や景気の回復によって2011年以降、市内では工場の新設や増設が活発に行われている。県工業統計によると、2011年は2010年に比べ、市工業の製造品出荷額等で32.6%増（増加率は県内1位）、付加価値額等は57.4%増（増加率は県内2位）となり、おおむね2008年の水準まで回復した。これに伴って2012年度以降は税収も増加しており、2014年度より、中学生までの入院費が無料化された。そして2015年秋からは、小学生未満の医療費が無料化された。
歴代市長
| 歴代 | 氏名     | 就任年月日                 | 備考                                                        |
| ---- | -------- | -------------------------- | ----------------------------------------------------------- |
| 初代 | 猪飼峯隆 | 1982年（昭和57年）10月31日 | 栗東町長から首長職を継続（左記の就任日は町長1期目の当選日） |
| 2代  | 國松正一 | 2002年（平成14年）11月18日 |                                                             |
| 3代  | 野村昌弘 | 2010年（平成22年）11月18日 | 前職：市議会議員                                            |
| 4代  | 竹村健   | 2022年（令和4年）11月18日  | 前職：県議会議員                                            |

- 2014年11月9日実施予定だった市長選挙では、現職の野村昌弘が無投票で再選した。

### 広域行政
湖南広域行政組合（湖南広域消防局）
消防、第二次救急医療、屎尿処理を行う。構成は栗東市、守山市、草津市、野洲市。栗東市は消防に関しては中消防署（旧：南消防署）の管轄となる。

## 土地開発公社
市土地開発公社（以下、公社）は平成23年度末現在で約11haの土地を所有しており、それらの土地の簿価（購入価格と利息の和）は約165億円となっている。負債額は市税収の1.3倍に達しており、市の財政を圧迫している。
公社は1992（平成4）年4月に設立され、大型公共施設の用地買収や、新幹線新駅計画地の用地買収などで活躍した。しかし、地価下落の長期化や、2007年10月の新幹線新駅中止によって保有地の含み損が大きくなった。また新駅の中止は金融機関の信用低下を招き、公社は資金繰りに窮した。市は公社に対して債務保証をしているため、公社の経営が破綻した場合は市が公社の債務を肩代わりしなければならず、市財政が破綻するといわれている。
公社保有地1m2あたりの平均簿価は約15万円で、市内の商業地の最高地価とほぼ同額である。一方で、時価（売却価格）は約35.5億円と簿価の21.5%にとどまり、差損は約129.7億円となっている。
公社経営検討委員会の報告書によると、公社について以下の問題点があることがわかった。
1. 鑑定評価額を上回る額で取得している案件があったこと。
2. 県事業への関与があったこと。（県事業の中断や延期により、利息増や地価下落などの財政面でのリスクを抱える可能性がある）
3. 代替地を先行取得した後で事業計画が中断され、市に買い戻されないまま保有し続けている土地があった。

公社経営検討委員会は、「公社をこのまま放置すると、市の財政が破綻する可能性がある」、「公社存続の有益性が低い」などの理由から、第三セクター等改革推進債（三セク債）を利用して公社を解散するのが最も良いという結論を出し、2014（平成26）年3月に解散した。三セク債の借入期間は原則10年だが、公社の負債が莫大であり10年間での返済は困難であるとして、借入期間を30年間に延長するよう手続きを行なっている。
3セク債を発行した場合、公社負債の返還費が市の公債費になるため、市の実質公債費比率が上昇する。検討委員会のシミュレーションによると、2016（平成28）年度には実質公債費比率が24.6%と早期健全化基準（25%）に近づくとされている。

## 経済

### 工業
- 積水化学工業 滋賀栗東工場(製造部門・栗東積水工業)
- 日清食品滋賀工場
- 日清食品関西工場
- ダイトロン 電装工場、コンポーネント事業部
- イシダ 滋賀事業所
- 三菱重工工作機械 本社
- パナソニック電工 栗東工場（旧松下電工）
- スターライト工業 栗東事業所
- 山科精器
- 東洋化成工業 栗東工場
- レンゴー株式会社 滋賀工場
- シガMEC
- 宮川化成工業 滋賀事業部
- スター (スーパーマーケット)
- 日本プレート精工
- 株式会社アイネス
- 株式会社 リチウムエナジージャパン
- 株式会社オーミック（鳳工業、医療インプラントなどの製造）
- ファミリーマート総合工場（シノブフーズなど）
- アンフェノールジャパン株式会社 栗東本社・工場
- 日本ヴィクトリック 滋賀工場

近年では、手原北部や蜂屋を中心に、工場や運送会社の進出が目立っている。

### 商業
工業誘致に集中しているため、エディオンなどは撤退し、商業系施設は草津市への依存も大きい。
比較的大規模なスーパーは、STAR、業務スーパー、ドラッグストア、平和堂（栗東駅前）、バロー程度であり、国道から離れるとコンビニも少なく、駅周辺の住民を除けば車が必須の社会である。一方、自動車販売店はかなり多く、メルセデス・ベンツ、アウディ、BMWミニ、クライスラー、ポルシェ、BMW、ジャガー、プジョー、シトロエン、DS（シトロエン系）など欧米メーカーの殆どが日清食品の工場付近の国道1号線沿いに10店舗ほど集中している。
基本的には、商業施設は草津市に依存する形となっている（草津エイスクエア、エルティ932、近鉄百貨店草津店など）。
そのため、運輸業のトラックと、各地への通勤の車と、買い物・送迎の車で、平日の朝夕と土曜日の夕方を中心に、一号線と八号線の混雑が酷くなる悪循環が生まれている。
サイゼリヤや、めしや、焼き肉の平城園は撤退した。また、国道1号線沿いの大橋にはエディオン、ジャンボなかむら、の2店舗が1つの建物に入っていたが、ジャンボなかむらは2014年3月に、エディオンは同年11月に、次々と閉店した。エディオンの跡地はパチンコ店が進出した。平城園の跡地はドラッグストアが出店した。
2017年9月にコストコが出店する意向を示したが、出店予定地が農業振興地域及び市街化調整区域に指定されておりその解除が困難なことや、周辺道路での交通渋滞の懸念があることから、市は2019年5月に誘致を断念した。

## 姉妹都市・提携都市

### 海外
- バーミンハム市（アメリカ合衆国）
  - 1976年　姉妹都市提携
- 衡陽市（中華人民共和国）
  - 1992年　友好都市提携

## 教育

### 小学校
- 栗東市立金勝小学校（栗東市御園）
- 栗東市立大宝小学校（栗東市綣）
- 栗東市立大宝西小学校（栗東市霊仙寺）
- 栗東市立大宝東小学校（栗東市野尻）
- 栗東市立葉山小学校（栗東市高野）
- 栗東市立葉山東小学校（栗東市小野）
- 栗東市立治田小学校（栗東市坊袋）
- 栗東市立治田西小学校（栗東市小柿）
- 栗東市立治田東小学校（栗東市安養寺）

### 中学校
- 栗東市立栗東中学校（栗東市安養寺）
- 栗東市立栗東西中学校（栗東市綣）
- 栗東市立葉山中学校（栗東市六地蔵）

### 高等学校
- 滋賀県立国際情報高等学校（栗東市小野）
- 滋賀県立栗東高等学校（栗東市小野）

### 特別支援学校
- 滋賀県立聾話学校（栗東市川辺）

## 金融機関

### 銀行
- 滋賀銀行
- 関西みらい銀行（旧びわこ銀行）
- 京都銀行

### 協同組織金融機関
- 滋賀中央信用金庫（旧近江八幡信用金庫）
- 京都信用金庫
- 滋賀県民信用組合 - 支店名は草津支店となっている

### 日本郵政
- 日本郵便
  - 栗東郵便局（46072）（集配局）
  - 大宝郵便局（46132）
  - 金勝郵便局（46144）
  - 治田郵便局（46178）
  - 栗東高野郵便局（46216）
  - 六地蔵簡易郵便局（46718）

### 農協・生協
- レーク滋賀農業協同組合（JAレーク滋賀）［旧JA栗東市］

## 交通

### 鉄道路線
西日本旅客鉄道（JR西日本）
- 東海道本線（琵琶湖線）
  - 栗東駅
- 草津線
  - 手原駅

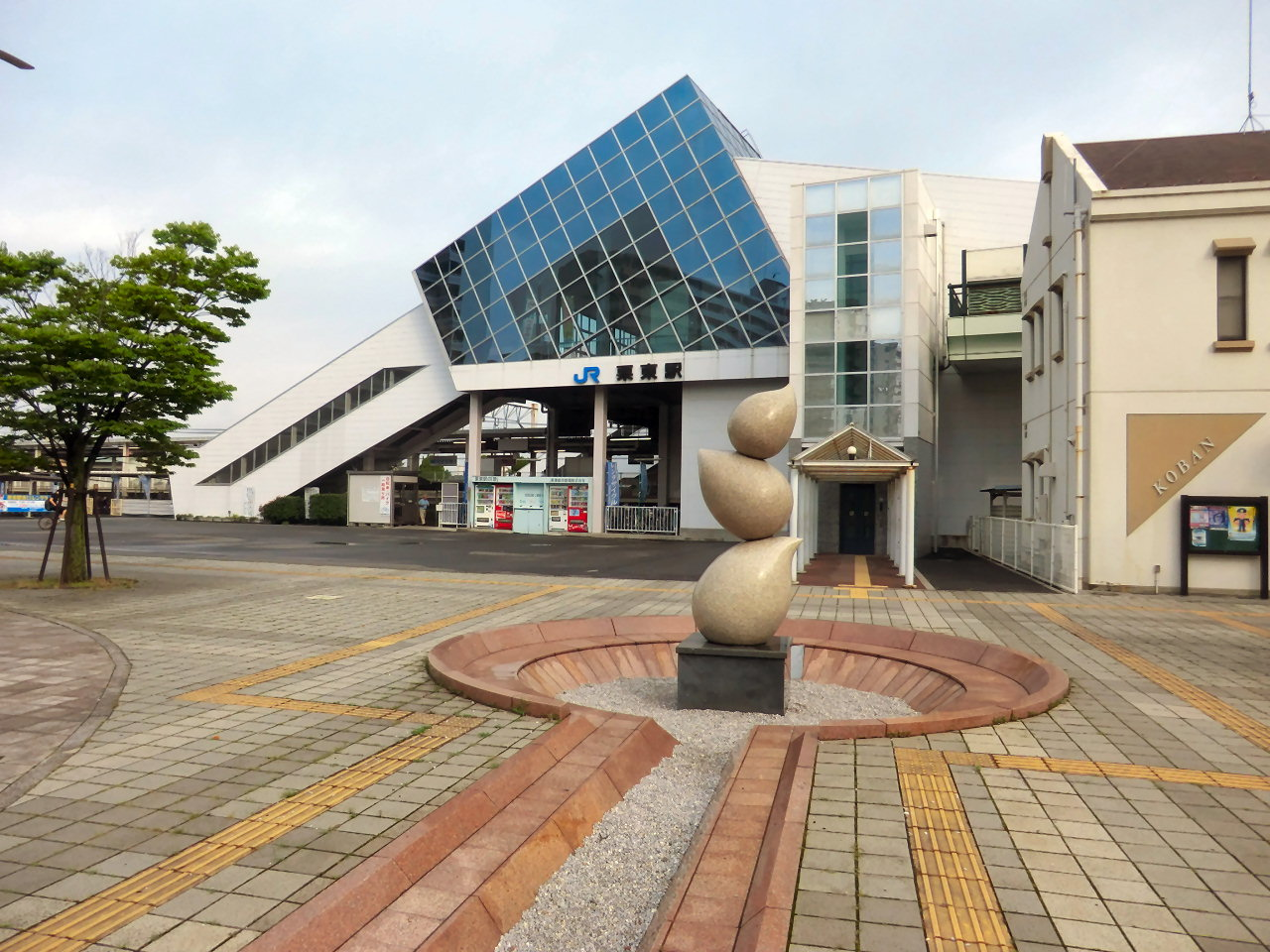
栗東駅

東海道本線（琵琶湖線）の新快速は市名を冠している駅では唯一停車しない。

### バス
- 帝産湖南交通
- 滋賀バス

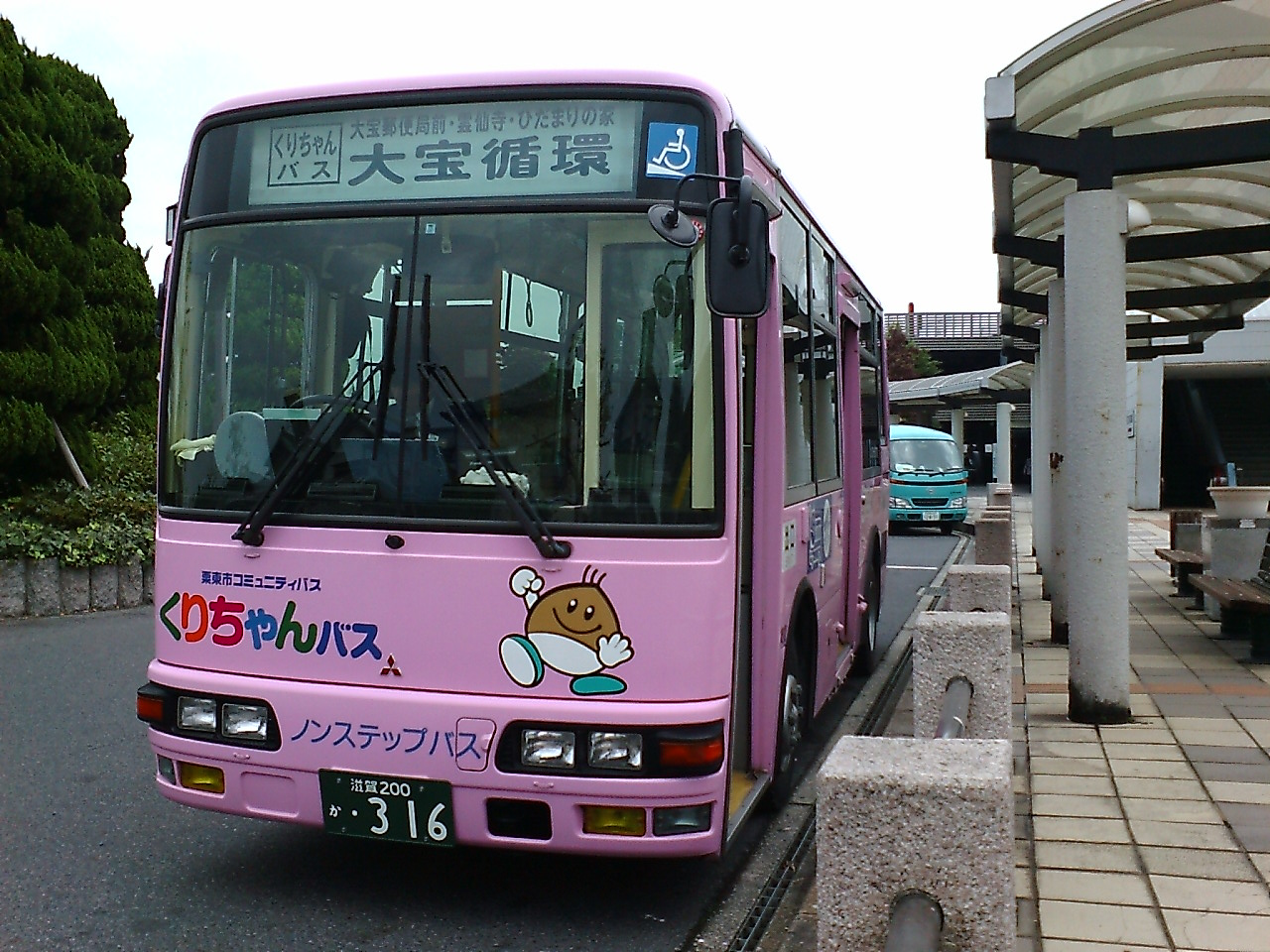
くりちゃんバス

- くりちゃんバス（栗東市のコミュニティバス）
- まめバス （草津市のコミュニティバス。「草津・栗東・守山くるっとバス」が栗東駅に乗り入れる）

栗東市南部に多く路線があり、草津線より北側は、公共交通機関が少なく一日3便の市役所 - 済生会病院の循環バス（くりちゃんバス）と、一日7 - 9便の滋賀バス草津駅 - 伊勢落・石部駅の路線のみ。
かつては近江鉄道バスの路線が設定されていたが、2014年に撤退した〈栗東市交通安全課より〉。

### 道路

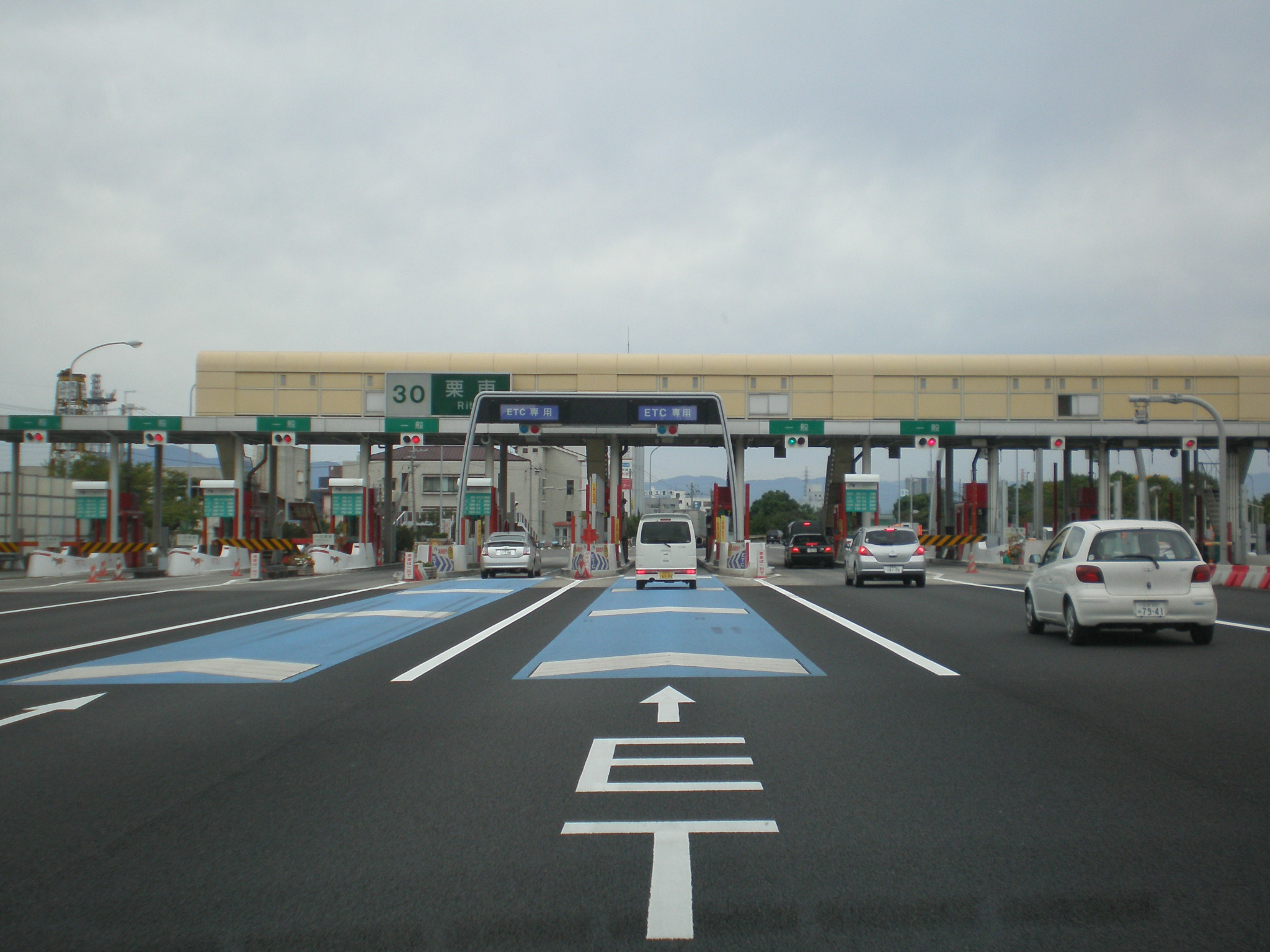
栗東インターチェンジ

市の中心部には名神高速道路の栗東インターチェンジがあり、加えて国道1号と国道8号の結節点があるなど、輸送に好都合な条件であることから各種工場や流通業務施設が立地しており、優れた道路輸送の利便性が市の発展に大きく貢献している。

#### 高速自動車国道
- 名神高速道路
  - 栗東IC
  - 栗東湖南IC

市南部を新名神高速道路が約4kmにわたって通過している。約4kmのうち、大部分が近江大鳥橋と金勝山トンネルで構成される。金勝山トンネルの前後の区間は標高が300mほどある。
また、市の中央部を名神高速道路が縦断している。栗東市内の区間は新名神高速道路の開通後に交通量が減ったものの、北陸や岐阜・長野方面と関西を結ぶ大動脈になっているため、昼夜を問わず交通量が多い。降雪時を除けば平日に渋滞することは少ないが、上り線は栗東インターチェンジで車線減少するため、連休の際には激しく渋滞する。

#### 一般国道
- 国道1号
- 国道8号

#### 主要地方道
- 滋賀県道2号大津能登川長浜線
- 滋賀県道4号草津伊賀線
- 滋賀県道11号守山栗東線
- 滋賀県道12号栗東信楽線
- 滋賀県道31号栗東志那中線
- 滋賀県道42号草津守山線
- 滋賀県道55号上砥山上鈎線

#### 一般県道
- 滋賀県道113号石部草津線
- 滋賀県道116号六地蔵草津線
- 滋賀県道117号川辺御園線
- 滋賀県道145号片岡栗東線
- 滋賀県道157号高野守山線

## 名所・旧跡・観光スポット・祭事・催事
- 小槻大社
- 大野神社
- 高野神社

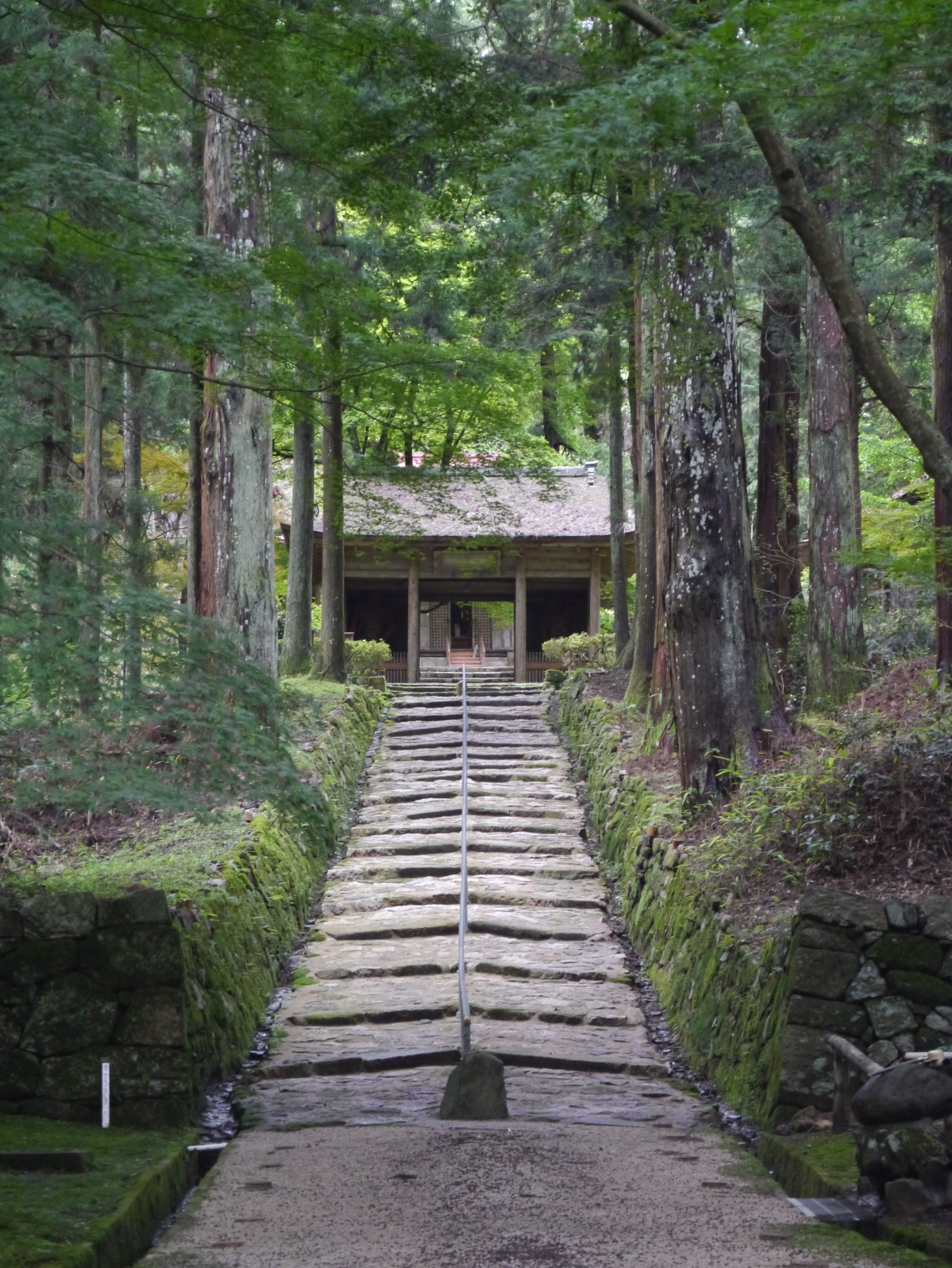
金勝寺

- 三輪神社 - 5月3日に行われる春の祭礼は約350年以上の歴史を持つ伝統行事。神饌として全国に類を見ないドジョウとナマズの「なれずし」が供えられる。三輪神社の神の使いである白蛇が人身御供を要求した、という言い伝えがあり、ドジョウをいけにえの代わりに供えるようになったと伝えられている[13]。
- 出庭神社
- 日吉神社（蜂屋・上砥山）
- 宇和宮神社
- 十二将神社
- 天満宮（手原・辻・出庭）
- 中天満宮（出庭）
- 菌神社
- 大宝神社（大宝）
- 鈎陣所跡 - 室町時代の長享元年（1487年）、将軍義尚が近江守護六角高頼征伐のため親征し、合戦が行われた（鈎の陣）。義尚は鈎に陣所をおき、上鈎の永正寺に鈎陣所跡として遺構が残されている。
- 九品（くぼん）の滝
- 金勝寺（こんしょうじ）
- 馬頭観音 - 栗東市街や琵琶湖を一望できる。金勝山ハイキングコースの入り口に位置し、ここまで舗装道路があって自動車で行くこともできる。10台ほどの駐車スペース（駐車料金は無料）があり、桜の季節や登山シーズンにはたくさんの人が訪れる。
- 狛坂磨崖仏 - 栗東市南西部の山中にある（新名神高速道路金勝山トンネルの真上にある）、高さ約6m、幅4.5mの花崗岩に彫られた磨崖仏。見るためには山を歩かなければならないが、金勝山ハイキングコースの一部になっており、多くの登山客が訪れている。

毎年4 - 6月、10 - 11月の土日祝には、手原駅から金勝寺まで「こんぜめぐりちゃんバス」が運行されている（大野神社や九品の滝、金勝山県民の森などで乗降することもできる）。

### 栗東八景
1989年（平成元年）選定。
- 大宝神社 〜青麦の薫風〜
- 新善光寺 〜彼岸の繁華〜
- 東方山安養寺 〜泉面の雪花〜
- 旧和中散本舗（江戸時代の薬屋） 〜積日の海道と城跡〜
- JRA栗東トレーニングセンター 〜払暁の駒音〜
- 栗東自然観察の森 〜飛翔の羽音〜
- 金勝寺 〜夏清の幽玄〜
- 金勝山県民の森 〜陽春の風光〜

## 出身有名人
栗東トレセンが位置しているため、競馬騎手などの競馬関係者が目立つ。それ以外にもプロ野球・サッカー選手が多いのも特徴である。
- 服部岩吉（政治家、滋賀県の初代民選知事）
- 中村鋭一（アナウンサー、政治家）
- 矢作麗（フリーアナウンサー、競馬ライター）
- 武邑尚邦 （龍谷大学学長・浄土真宗本願寺派勧学寮頭を務めた仏教学者・僧侶）
- 村田敏一（立命館大学大学院法務研究科客員教授、元日本生命保険企画総務部専門部長）
- 武豊（JRA騎手、出生地は京都府）
- 藤岡佑介（JRA騎手）
- 藤岡康太（JRA騎手）
- 池添謙一（JRA騎手）
- 武幸四郎（元JRA騎手、現JRA調教師）
- 福永祐一（元JRA騎手、現JRA調教師）
- 高橋亮（元JRA騎手、現JRA調教師）
- 飯田祐史（元JRA騎手、現JRA調教師）
- 竹岡和宏（プロ野球選手、福岡ダイエーホークス・福岡ソフトバンクホークス）
- 山田陽翔 (プロ野球選手、埼玉西武ライオンズ)
- 柴田博之（元プロ野球選手、西武ライオンズ）
- 橋内優也（プロサッカー選手、松本山雅FC）
- 田村忠義（元プロサッカー選手、元ガンバ大阪）
- 橋内竜真（元プロサッカー選手、元FC岐阜）
- 田中大輔（元プロサッカー選手、元清水エスパルス）
- 古川克樹（プロボクサー）
- 村井真由美（プロゴルファー）
- 木村敬一（競泳選手）
- 川畑愛希（バレーボール選手、岡山シーガルズ）
- 川畑夏希（バレーボール選手、岡山シーガルズ）
- GACKT（歌手、出生地は沖縄県）太字文
- 小林豊（俳優、元BOYS AND MEN）
- 尾道幸治（映像作家、撮影監督）
- 吉本峰之（お笑いコンビ、ストリーク）
- 中川巧（お笑いコンビ、ラインバック）
- 森田まさのり（漫画家）